# Жорж Бернанос
Луис Емил Клемент Жорж Бернанос (енгл. Georges Bernanos; Париз, 20. фебруара 1888 — Неји на Сени, 5. јула 1948) био је француски аутор и војник у Првом светском рату. Римокатолик са монархистичким наклоностима, био је критичан према елитистичкој мисли и противио се ономе што је идентификовао као дефетизам. Веровао је да је то довело до пораза Француске и евентуалне окупације од Немачке 1940. током Другог светског рата. Његова два главна романа "Под сунцем Сотоне" ("Sous le soleil de Satan") (1926) и "Дневник сеоског свештеника" („Journal d’un cure de campagne“) (1936) врте се око парохијског свештеника који се у свету бори против зла и очаја. Већина његових романа преведена је на енглески језик и често објављивана у Великој Британији и Сједињеним Државама.

## Живот и каријера
Бернанос је рођен у Паризу, у породици занатлија. Већи део детињства провео је у селу Фресин, смештен у региону Па де Кале, које је постало честа радња његових романа. У Првом светском рату служио је као војник, где се борио у биткама на Соми и Вердену. Неколико пута је рањаван.
После рата радио је у осигурању пре писања Под сунцем Сатоне ("Sous le soleil de Satan"). Добитник је Велике награда за роман Француске академије за Дневник сеоског свештеника (Journal d'un curé de campagne), који је објављен 1936. године.
Човек ројалистичких наклоности и члан Camelots du Roi(омладинске организације Action_Française) када је био млађи, Бернанос је прекинуо везу са Charles Maurras-ом и Action Française-ом 1932. године. У почетку је подржавао Франков пуч на почетку шпанског грађанског рата. Међутим, након што је посматрао сукоб на Мајорци и видео "терорисани народ", згрозио се од Националистичке фракције (шпански грађански рат) и критиковао их у књизи Дневник мојих времена (1938). Написао је:
```
"Моје илузије у вези са подухватом 
генерала Франка
 нису дуго трајале - две или три недеље - али док су трајале, савесно сам настојао да превазиђем гађење које су ми изазвали неки његови људи и средства".
[
5
]
```

Са порастом политичких тензија у Европи, Бернанос је емигрирао у Јужну Америку са породицом 1938. године, настанивши се у Бразилу. Остао је до 1945. у Барбацени, држава Минас Жераис, где се окушао у управљању фармом. Његова три сина су се вратила у Француску да би се борили након избијања Другог светског рата, док је он достигао врхунац "духовне исцрпљености" своје земље, што је видео као корен пропасти 1940. године. Из изгнанства се ругао "смешном" Вишијевом режиму и постао снажни присталица националистичких Слободних француских снага које је водио конзервативац Шарл Де Гол. После Ослобођења Француске, Шарл де Гол је позвао Бернаноса да се врати у домовину, нудећи му место у влади. Бернанос се вратио, али, разочаран што није приметио знакове духовне обнове, одбио је да игра активну улогу у француском политичком животу.

## Дела и преводи на енглески језик
- Sous le soleil de Satan, 1926.
  - The Star of Satan (Сатанина звезда). London : The Bodley Head, 1927 [New York: Macmillan, 1940; H. Fertig, 1975].
  - Under the Sun of Satan (Под Сатаниним сунцем). New York: Pantheon, 1949 [University of Nebraska Press, 2001].
- Les Ténèbres (diptyque): L'Imposture (1927) & La Joie, (1928) 
  -     - Joy(Радост). New York: Pantheon Books, 1946 [London: The Bodley Head, 1948; Toronto: Thomas Nelson, 1948].
    - The Impostor. Lincoln: University of Nebraska Press. 1999..
- Un crime 1935.
  - The Crime. London: Hale. 1936. [New York: E.P. Dutton, 1936].
- Journal d'un curé de campagne  1936 (такође серијски излазио 1935-36)
  - The Diary of a Country Priest (Дневник сеоског свештеника): 1936 in Paris, France; London: The Bodley Head, 1937 [New York: Macmillan, 1948, 1962; Carroll & Graf, 1983, 2002.
- Nouvelle histoire de Mouchette 1937
  - Mouchette. London: The Bodley Head. 1966. [New York: Holt, Rinehart & Winston, 1966; New York Review Books, 2006].
- Les grands cimetières sous la lune  1938
  - A Diary of My Times (Дневник мојих времена). New York: Macmillan, 1938 [London: The Bodley Head, 1945].
- Monsieur Ouine 1943
  -     - The Open Mind (Отворени ум). London: The Bodley Head, 1945.
    - Monsieur Ouine. Lincoln: University of Nebraska Press. 2000..
- Dialogues des carmélites 1949.
  - The Fearless Heart (Неустрашиво срце). Toronto: Thomas Nelson, 1952 [London: The Bodley Head, 1952].
- Un mauvais rêve (постхумно 1950)
  - Night Is Darkest (Ноћ је најмрачнија). London: The Bodley Head, 1953.
- Plea for Liberty (Молба за слободу). New York: Pantheon, 1944 [London: Dobson, 1946].
- Sanctity Will Out (Светост ће изаћи). London and New York: Sheed & Ward, 1947.
- Tradition of Freedom (Традиција слободе). London: Dobson, 1950 [New York: Roy, 1951].
- The Last Essays of Georges Bernanos (Последњи есеји Жоржа Бернаноса). Chicago: Henry Regnery Co., 1955 [Conn.: Greenwood Press, 1968].

## Адаптације изабраних дела
- Дневник сеоског свештеника: ово је био први Бернаносов роман који је адаптиран као филм, назван Дневник сеоског свештеника (1951); режирао га је Robert Bresson, а у главној улози глумио је Claude Laydu.[7]
- Mouchette је адаптирао у истоимени филм Robert Bressonа, завршен 1967. године.
- Под Сатаниним сунцем: роман је адаптиран као истоимени филм, направљен 1987. године у Француској. Филм је освојио Златну палму на Филмском фестивалу у Кану 1987. године .
- Dialogues des Carmélites: 1947, Бернанос је ангажован да напише дијалог за филмски сценарио, преко Raymondа-Léopold Bruckbergerа и сценаристе Philippe Agostiniа, заснованог на новели Die Letzte am Schafott немачког романописца Gertrud von Le Fort-а, о 1794.години и погубљењу монахиња кармелићанки из Компиње. У то време сценарио је оцењен као незадовољавајући. Након Бернаносове смрти, његов књижевни извршитељ, Алберт Бегуин, открио је рукопис. Да би помогао Бернаносовим наследницима, Бегуин је тражио да се дело објави, тражећи дозволу од баронице фон Ле Форт за објављивање. У јануару 1949. године пристала је, предавши свој део ауторских хонорара Бернаносовој удовици и деци. Међутим, бароница је тражила да Бернаносова драма добије другачији наслов од њене новеле.[8] Бегуин је изабраоDialogues des Carmélites, а дело је објављено 1949. године. Преведен је на немачки језик, објављен је тамо 1951. године као Die begnadete Angst (The Blessed Fear)(Блажени страх) и први пут постављен у Цириху и Минхену те године.[9] Француска сценска премијера одржана је у мају 1952. године у Позоришту Еберто. Композитор Francis Poulenc адаптирао је Бернаносово дело у истоимену оперу, која је први пут изведена у миланској Скали 1957. године. Филм заснован на Бернаносовој драми, а у главној улози је била Жана Моро, снимљен је 1960. године.